# St. Andreas (Setterich)

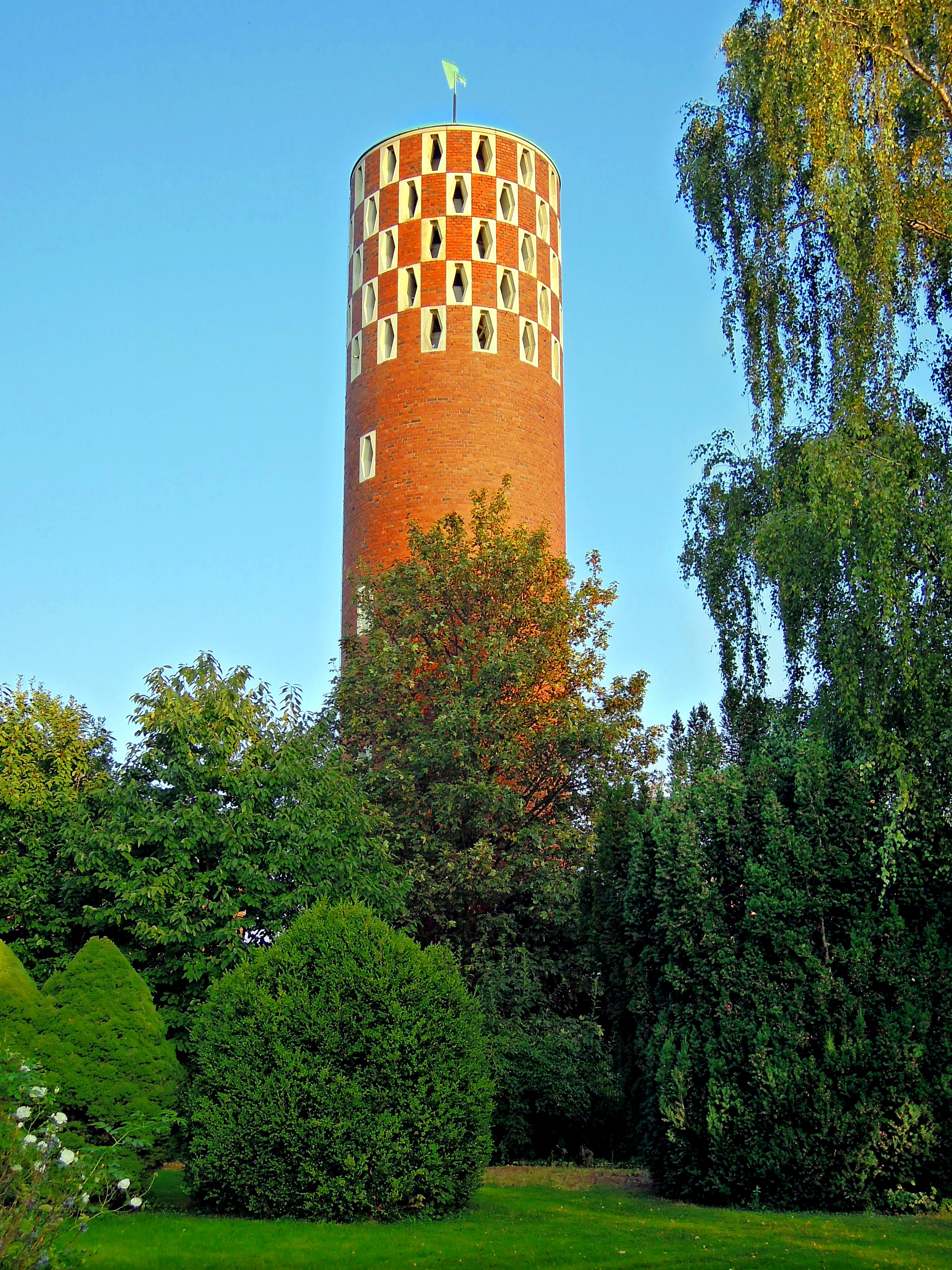
Glockenturm der Kirche

St. Andreas ist eine römisch-katholische Filialkirche im Baesweiler Stadtteil Setterich in der Städteregion Aachen in Nordrhein-Westfalen.
Die Kirche ist steht unter dem Patrozinium des Apostels Andreas. Das Gotteshaus gehört zur Großpfarre St. Marien Baesweiler.

## Lage
Das Kirchengebäude befindet sich in der Ortsmitte von Setterich an der Ecke Hauptstraße (L 50) / An der Burg. Direkt hinter der Kirche liegen das Pflegeheim Maria Hilf und der Burgpark.

## Geschichte
Erstmals urkundlich aufgeführt wurde eine Kirche von Setterich in einer Urkunde von 1119, in der Udo von Mulsforth seinen Anteil an der Kirche von Setterich der Abtei Rolduc schenkte. Vermutlich war Setterich schon damals eigenständige Pfarrei. Da in Setterich seit vielen Jahrhunderten jährlich eine Stiftungsmesse für Heriberta von Heristal, eine Nichte Karls des Großen, gelesen wird, ist davon auszugehen, dass eine Kirche in Setterich bereits in der Karolingerzeit bestanden hat. 1270 war Hapernus Pfarrer von Setterich. Das Patronatsrecht besaßen seit jeher bis zur Franzosenzeit die Herren von Setterich. Im Liber valoris aus dem Jahr 1308 wird Setterich als Pfarre im Dekanat Jülich im Erzbistum Köln aufgeführt.
1804 kam die Pfarre an das neu gegründete Bistum Aachen, fiel 1825 aber wieder zurück an das Erzbistum Köln. Seit der Wiedergründung 1930 gehört Setterich nun wieder zum Bistum Aachen.
Zum 1. Januar 2013 wurde die Pfarre St. Andreas Setterich wie alle fünf weiteren Pfarreien im Stadtgebiet von Baesweiler aufgelöst und zur neuen Pfarrei St. Marien vereinigt.

## Baugeschichte
Bei der 1119 erwähnten Pfarrkirche handelte es sich um eine romanische Kirche. Dieses Bauwerk wurde 1863 vollständig abgerissen.
An gleicher Stelle errichtete man 1863 nach Plänen des Kölner Diözesanbaumeisters Vincenz Statz eine neue dreischiffige Hallenkirche im Baustil der Neugotik. Im Zweiten Weltkrieg wurde das Gotteshaus am 10. November 1944 vollständig zerstört.
Da ein Wiederaufbau aufgrund der nahezu vollständigen Zerstörung nicht in Frage kam und für einen Kirchenneubau die nötigen finanziellen Mittel fehlten, besorgte man 1945 eine hölzerne Baracke des Reichsarbeitsdienstes und richtete darin eine Notkirche ein. Diese war bis zum 30. September 1961 in Benutzung und wurde danach einige Jahre durch eine Kleiderfabrik und verschiedene Vereine genutzt. 1979 wurde sie schließlich abgerissen.
Da die Notkirche nur als Übergangslösung gedacht war, bemühten sich die Settericher um einen Kirchenneubau, für den seit Ende des Krieges gesammelt worden war. Im Jahr 1960 waren schließlich die finanziellen Mittel für einen Neubau vorhanden, sodass Architekt Stefan Leuer mit den Planungen für die neue Kirche beauftragt werden konnte. Noch im selben Jahr begann man mit den Bauarbeiten am gleichen Platz, wo auch die alte Kirche gestanden hatte. Bereits 1961 war die neue Pfarrkirche fertiggestellt. Am 1. Oktober 1961 fand schließlich die feierliche Kirchweihe durch den Aachener Bischof Johannes Pohlschneider statt.
Mit der Pfarrfusion 2013 verlor die Kirche den Rang der Pfarrkirche und ist seitdem Filialkirche.

## Baubeschreibung
St. Andreas ist eine ellipsenförmige Kirche mit Flachdach und freistehendem runden Campanile in Formen der Moderne. Der Altarraum befindet sich an der Südseite. Im Osten ist eine Marienkapelle an den Hauptbau angebaut.

## Ausstattung
In der Kirche befindet sich eine moderne Ausstattung. Der Altar aus Trachyt wurde nach einem Entwurf von Stefan Leuer 1961 geschaffen, ebenso der Altar in der Marienkapelle. Das Kreuz im Altarraum ist eine Arbeit von Sepp Hürten, den Tabernakel schuf Gerd Thewis. Auch diese Ausstattungsstücke stammen aus den 1960er Jahren. Die Orgel aus dem Jahr 1971 ist eine Arbeit der Orgelbaufirma Heinz Wilbrand aus Übach-Palenberg und verfügt über 24 Register und eine mechanische Traktur. Die Buntglasfenster schuf der bekannte Glasmaler Ludwig Schaffrath im Jahr 1967.

### Glocken
Setterich hat ein sehr klangvolles und fülliges Geläute. Außerdem gibt es eine Solistisch verwendete Michaelsglocke (Sterbeglocke).
Marienglocke.....fis'-4......Fa.Monasterium in Münster.............1959...810 kg
Erlöserglocke....gis'-/+0....Willibrord Sticky & Urbanus Mabilot...1781...550 kg
Andreasglocke....h'-5........Petit und Gebrüder Edelbrock..........1951...300 kg
Michaelsglocke...e"-4........Wilhelm Hoerken.......................1458...110 kg

## Pfarrer
Folgende Pfarrer wirkten bis zur Auflösung der Pfarre 2013 an St. Andreas als Seelsorger:
| von – bis | Name                              |
| --------- | --------------------------------- |
| Um 1270   | Hapernus                          |
| Um 1500   | Wilhelm von Yssenheim             |
| Um 1804   | Franz Joseph Schick               |
| 1926–1935 | Hermann Haller                    |
| 1935–1946 | Leo Havenith                      |
| 1946–1981 | Joseph Stegers                    |
| 1981–1994 | Dietmar Heckenbach                |
| 1995–2003 | Burkhard Strerath                 |
| 2003–2004 | Werner Fölsing                    |
| 2004–2006 | Franz-Josef Gasten                |
| 2007–2010 | Hermann Küppers und Burkhard Kroh |
| 2011–2018 | Ferdi Bruckes                     |